# Közép-Amerika

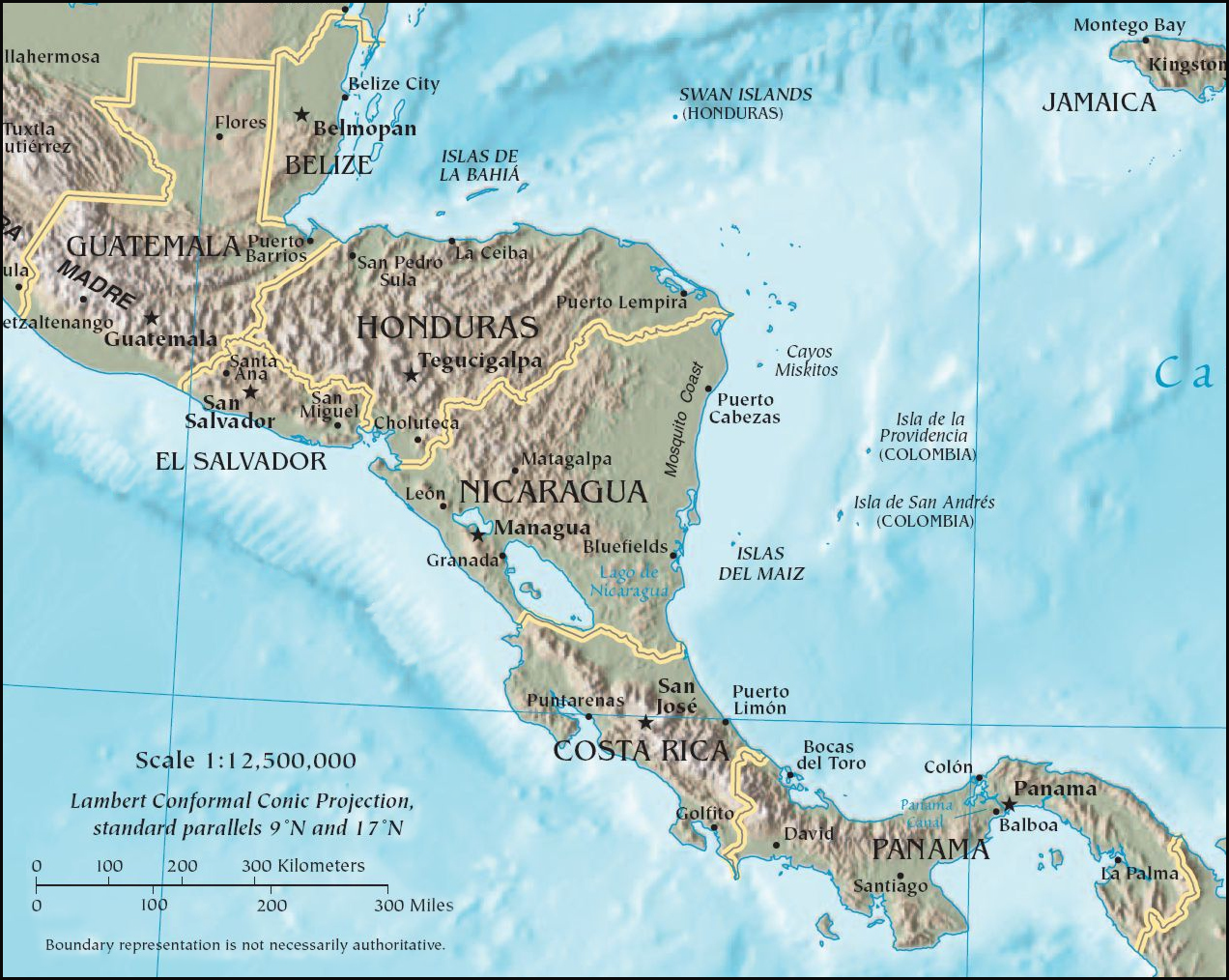
Közép-Amerika kontinentális része

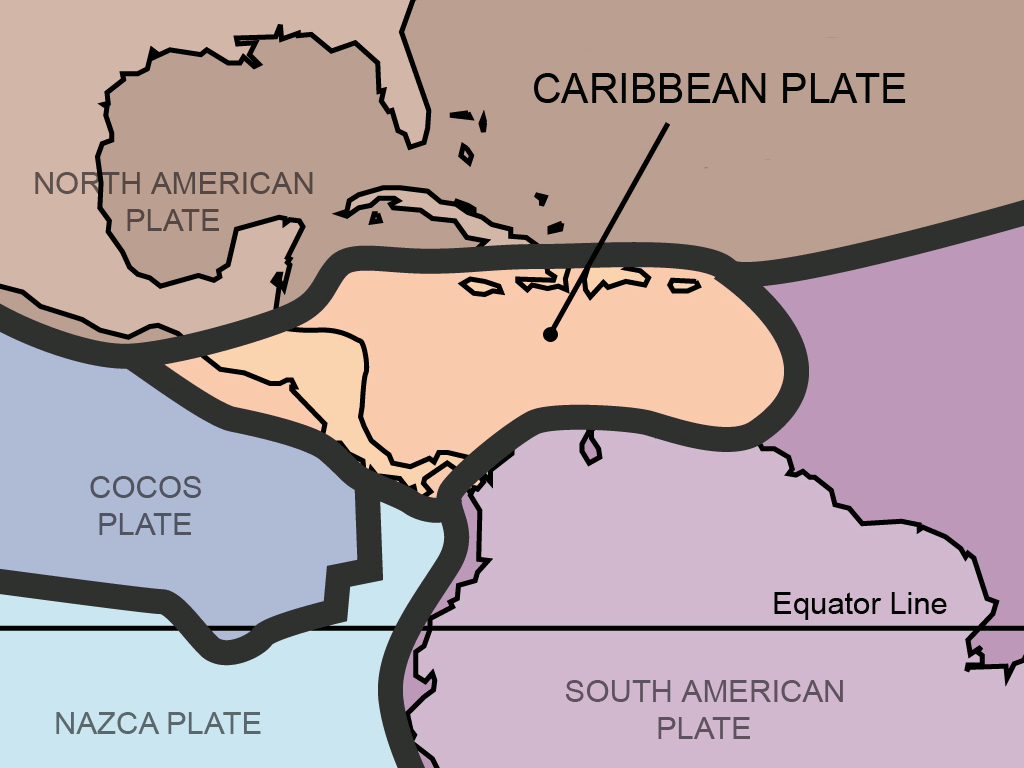
A Karib-lemez elhelyezkedése

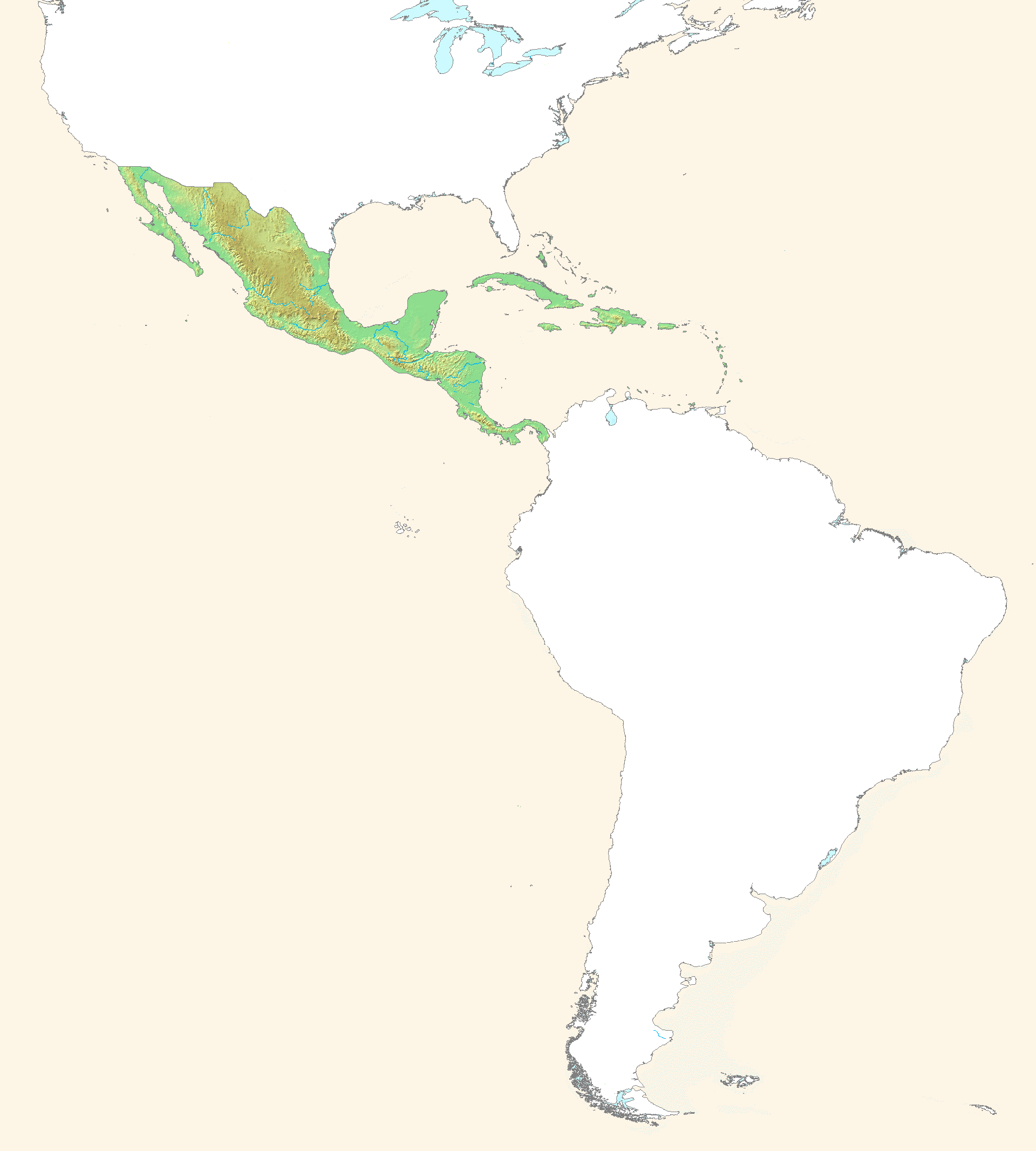
A tágabb értelemben vett Közép-Amerika

Közép-Amerika az észak-amerikai kontinens egyik földrajzi régiója. Területének pontos meghatározása történhet természetföldrajzi, illetve politikai-társadalomföldrajzi alapon. Ez utóbbi tágabb területet ölel fel (a természetföldrajzi Közép-Amerika, valamint egész Mexikó és a Karib-térség), megkülönböztető elnevezése: Közép-amerikai régió.
Az európai gyarmatosítást megelőző indián civilizációk területét, a közép-amerikai régió szárazföldi területének nagyobb, északi részét jelöli a Mezoamerika történettudományi elnevezés.

## Természetföldrajzi fogalomként
Természetföldrajzilag Közép-Amerika (spanyolul América Central, angolul Central America) egy viszonylag kisebb földsáv, amelyet a Mexikó déli részén található Tehuantepeci-földszoros választ el a kontinens északabbi területeitől, és a Panama-földszoros választja el Dél-Amerikától. A két földszoros által meghatározott terület 523 000 km².
A természetföldrajzi meghatározás jórészt egybeesik a geológiában használt Karib-lemez területével, azzal a különbséggel, hogy ez a geológiai egység még a Karib-szigetek déli csoportjait is magában foglalja. A Karib-lemez területén heves vulkanikus tevékenység zajlik napjainkban is, gyakoriak a földrengések, vulkánkitörések.

## Politikai-társadalomföldrajzi fogalomként
Politikai szempontból gyakran, társadalomföldrajzi szempontból pedig mindig Közép-Amerikához sorolják Mexikó egész területét, valamint a Karib-térséget is. 
Társadalomföldrajzi alapon a spanyol illetve az angol nyelvű etnikumok elhatárolását kell elvégeznünk, ebben az esetben Közép-Amerika északi határa Mexikó és az USA határa, délen pedig a Panama-földszoros. Az ebben a tágabb értelemben vett Közép-Amerika fogalmát a Közép-amerikai régió kifejezéssel különböztethetjük meg a jóval szűkebb, természetföldrajzi területtől. Angolul a Middle America kifejezéssel jelölik, szemben a természetföldrajzi értelemben vett Central America fogalmával. 
A Közép-amerikai régió országainak népessége 2007-ben összesen 188 millió volt.

## Országok
A következő országok tartoznak a Közép-amerikai régióhoz:

### Kontinentális terület
A kontinentális terület egybeesik a természetföldrajzi értelemben vett Közép-Amerikával:
- -  Belize
  -  Costa Rica
  -  Guatemala
  -  Honduras
  -  Mexikó
  -  Nicaragua
  -  Panama
  -  Salvador

### Karib-szigetek
- A Karib-térség országai:
  -  Antigua és Barbuda
  -  Bahama-szigetek
  -  Barbados
  -  Dominikai Közösség
  -  Dominikai Köztársaság
  -  Grenada
  -  Haiti
  -  Jamaica
  -  Kuba
  -  Saint Kitts és Nevis
  -  Saint Lucia
  -  Saint Vincent és a Grenadine-szigetek
  -  Trinidad és Tobago